# Emanuele Appiano
Emanuele Appiano (Pisa, 1380 – Piombino, 15 febbraio 1457) fu il quinto Signore di Piombino, Scarlino, Populonia, Suvereto, Buriano, Badia al Fango e delle isole d'Elba, Montecristo e Pianosa, nonché conte palatino.

## Biografia
Figlio di Jacopo I e della sua seconda moglie Polissena Pannocchieschi d'Elci, seguì il fratello Gherardo a Piombino quando ne divenne signore. Alla prematura morte di questi non ebbe la reggenza per il nipote Jacopo II, che venne affidato alla vedova Paola Colonna.
Condusse una vita ai bordi della corte, fino a quando Jacopo II non morì nel 1441 senza figli e lui rimase l'unico maschio vivente degli Appiano, ma la signoria di Piombino rimase nelle mani di Paola Colonna, sostenuta in questo dal genero Rinaldo Orsini. Nell'agosto 1441 Emanuele tentò quindi di conquistarla con l'ausilio di Baldaccio d'Anghiari ma fallì a causa dell'intervento senese in aiuto a Paola Colonna.
Quando alla morte della Colonna nel 1445 la successione passò alla figlia Caterina Appiano e al marito Orsini, Emanuele tornò all'attacco.
Nel 1448 spinse Alfonso V d'Aragona ad assediare la città di Piombino il 26 giugno. Dopo alcuni mesi di battaglie contro l'esercito fiorentino, corso in aiuto del piccolo stato, il re napoletano non riuscì nell'impresa di conquistarla e il 13 settembre fu costretto a ritirarsi.
Morto di peste l'Orsini nel 1450 e poco dopo Caterina, gli Anziani di Piombino elessero signore Emanuele, che prestò giuramento il 20 febbraio 1451 nella Chiesa di San Francesco fuori le mura.

## Ascendenza
|                            |   |                                | Genitori |  |  | Nonni |  |  | Bisnonni          |  |  | Trisnonni      |  |
|                            |   |                                |          |  |  |       |  |  | Benvenuto Appiano |  |  | Jacopo Appiano |  |
|                            |   |                                |          |  |  |       |  |  | Benvenuto Appiano |  |  | Jacopo Appiano |  |
|                            |   | …                              |          |  |  |       |  |  | Benvenuto Appiano |  |  |                |  |
| Vanni Appiano              |   |                                |          |  |  |       |  |  | Benvenuto Appiano |  |  |                |  |
|                            |   | …                              | …        |  |  |       |  |  |                   |  |  |                |  |
|                            |   | …                              | …        |  |  |       |  |  |                   |  |  |                |  |
|                            |   | …                              | …        |  |  |       |  |  |                   |  |  |                |  |
| Jacopo I Appiano           |   | …                              |          |  |  |       |  |  |                   |  |  |                |  |
|                            |   | …                              | …        |  |  |       |  |  |                   |  |  |                |  |
|                            |   | …                              | …        |  |  |       |  |  |                   |  |  |                |  |
|                            |   | …                              | …        |  |  |       |  |  |                   |  |  |                |  |
| …                          |   | …                              |          |  |  |       |  |  |                   |  |  |                |  |
|                            |   | …                              | …        |  |  |       |  |  |                   |  |  |                |  |
|                            |   | …                              | …        |  |  |       |  |  |                   |  |  |                |  |
|                            |   | …                              | …        |  |  |       |  |  |                   |  |  |                |  |
| Emanuele Appiano           |   | …                              |          |  |  |       |  |  |                   |  |  |                |  |
|                            | … | …                              |          |  |  |       |  |  |                   |  |  |                |  |
|                            | … | …                              |          |  |  |       |  |  |                   |  |  |                |  |
|                            | … | …                              |          |  |  |       |  |  |                   |  |  |                |  |
| Emanuele Pannocchieschi    | … |                                |          |  |  |       |  |  |                   |  |  |                |  |
|                            |   | …                              | …        |  |  |       |  |  |                   |  |  |                |  |
|                            |   | …                              | …        |  |  |       |  |  |                   |  |  |                |  |
|                            |   | …                              | …        |  |  |       |  |  |                   |  |  |                |  |
| Polissena Pannocchieschi   |   | …                              |          |  |  |       |  |  |                   |  |  |                |  |
|                            |   | Gherardo VII della Gherardesca | …        |  |  |       |  |  |                   |  |  |                |  |
|                            |   | Gherardo VII della Gherardesca | …        |  |  |       |  |  |                   |  |  |                |  |
|                            |   | Gherardo VII della Gherardesca | …        |  |  |       |  |  |                   |  |  |                |  |
| Adelasia della Gherardesca |   | Gherardo VII della Gherardesca |          |  |  |       |  |  |                   |  |  |                |  |
|                            |   | Adelasia Grimaldi              | …        |  |  |       |  |  |                   |  |  |                |  |
|                            |   | Adelasia Grimaldi              | …        |  |  |       |  |  |                   |  |  |                |  |
|                            |   | Adelasia Grimaldi              | …        |  |  |       |  |  |                   |  |  |                |  |
|                            |   | Adelasia Grimaldi              |          |  |  |       |  |  |                   |  |  |                |  |

## Matrimonio e discendenza
Emanuele sposò Colia de' Giudici, figlia putativa di Giovanni de' Giudici, nobile di Troia, ma in realtà figlia illegittima di Alfonso V d'Aragona e della moglie di Giovanni, Ippolita. 
Dal matrimonio nacque un figlio e una figlia:
- Jacopo III Appiano (Piombino, 1439 - Piombino, 10 marzo 1474), fu Signore di Piombino dal 1458 al 1474.
- Polissena Appiano, sposò Giovan Marco Pio di Carpi.

Prima del suo matrimonio, Emanuele ebbe un figlio naturale:
- Jacopo Vittorio (Piombino, 1425 circa - Piombino, 1482), fu vescovo di Gravina dal 1º febbraio 1473.[9]